# Arndt von Hausen
Arndt Clemens Lothar Freiherr von Hausen (* 1. Juli 1851 in Dresden; † 27. März 1919 ebenda) war ein sächsischer Generalleutnant.

## Leben

### Herkunft
Arndt entstammte der freiherrlichen 1. Linie des Adelsgeschlechts von Hausen. Er war ein Sohn des sächsischen Generalleutnants und Stadtkommandanten von Dresden Clemens von Hausen (1809–1879) und dessen Ehefrau Anna, geborene von Ammon, Tochter des Augenarztes August von Ammon. Seine beiden Brüder Lothar (1845–1920) und Max (1846–1922) schlugen ebenfalls eine militärische Laufbahn ein und erreichten den Rang eines Generaloberst bzw. eines Generalleutnants.

### Militärkarriere
Hausen wurde 1870 zum Fähnrich im 2. Jäger-Bataillon Nr. 13 der Sächsischen Armee ernannt. Mit seinem Verband nahm er am Krieg gegen Frankreich teil, stieg am 31. Oktober 1870 zum Sekondeleutnant auf und wurde mit dem Eisernen Kreuz II. Klasse ausgezeichnet. Nach Kriegsende war er 1873/76 als Bataillonsadjutant tätig und avancierte am 25. Juni 1876 zum Premierleutnant. Im Jahr 1880 wurde er in das 2. Grenadier-Regiment Nr. 101 „Kaiser Wilhelm, König von Preußen“ in der Dresdner Albertstadt versetzt und dort am 29. September 1883 unter Beförderung zum Hauptmann zum Kompaniechef ernannt. Anfang April 1887 kam Hausen in gleicher Funktion in das 1. Jäger-Bataillon Nr. 12 und kehrte im selbigen Jahr zu seinem Stammverband zurück. Im Jahr 1889 wurde er dem Bataillon à la suite gestellt und als Adjutant zur 2. Division Nr. 24 kommandiert. Am 24. März 1893 wurde er Major und Kommandeur des IV. Bataillons im 7. Infanterie-Regiment „Prinz Georg“ Nr. 106. 1894 wurde er dem Regiment aggregiert und anschließend als Kommandeur des III. Bataillons in das 11. Infanterie-Regiment Nr. 139 versetzt. Nach Beförderung zum Oberstleutnant am 17. April 1898 wurde er etatmäßiger Stabsoffizier beim 1. (Leib-) Grenadier-Regiment Nr. 100. Am 29. März 1900 erfolgte seine Beförderung zum Oberst und Ernennung zum Kommandeur des neuaufgestellten 15. Infanterie-Regiments Nr. 181. Daran schloss sich am 25. Februar 1901 eine Verwendung als Kommandeur des 2. Grenadier-Regiments Nr. 102 „Kaiser Wilhelm, König von Preußen“ an.
Mit einem Patent vom 17. Juni 1903 wurde Hausen am 11. September 1903 zum Generalmajor befördert und zu den Offizieren von der Armee versetzt. Ein Jahr später erfolgte seine Ernennung zum Kommandeur die 2. Infanterie-Brigade Nr. 46. In dieser Eigenschaft zeichnete ihn König Friedrich August III. mit dem Komtur II. Klasse seines Verdienstordens aus. Unter Verleihung des Charakters als Generalleutnant wurde Hausen in Genehmigung seines Abschiedsgesuches am 17. August 1906 mit Pension und der Erlaubnis zum Tragen der Generalsuniform zur Disposition gestellt. Nach seiner Verabschiedung erhielt er die Erlaubnis zur Annahme des Bayerischen Militärverdienstordens II. Klasse.

### Familie
Arndt von Hausen heiratete am 4. Oktober 1880 in Dresden Helene Schiffner (1856–1886). Nach ihrem frühen Tod heiratete er am 21. September 1891 Amelie Lampe-Vischer (* 1867). Aus dieser Ehe ging die Tochter Helene (* 1892) und der Sohn Lothar (1894–1917) hervor, der im Ersten Weltkrieg als Pilot fiel. Helene heiratete am 4. Juli 1912 den späteren deutschen Generalmajor Martin von Römer (1881–1958).